# Liste des meilleurs passeurs en NBA en carrière
Cette page présente la liste des meilleurs passeurs en NBA en carrière en saison régulière. 

## Explications
Sept joueurs de cette liste sont encore en activité. Les passes décisives (assists) sont comptabilisées en National Basketball Association (NBA) depuis sa création en 1946.

## Classement

### Joueurs les plus prolifiques
| ^ | Joueur en activité en NBA                                       |
| * | Joueur intronisé au Basketball Hall of Fame                     |
| ° | Joueur ne répondant pas aux critères du Basketball Hall of Fame |

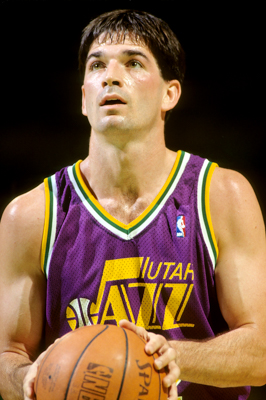
John Stockton (1er)

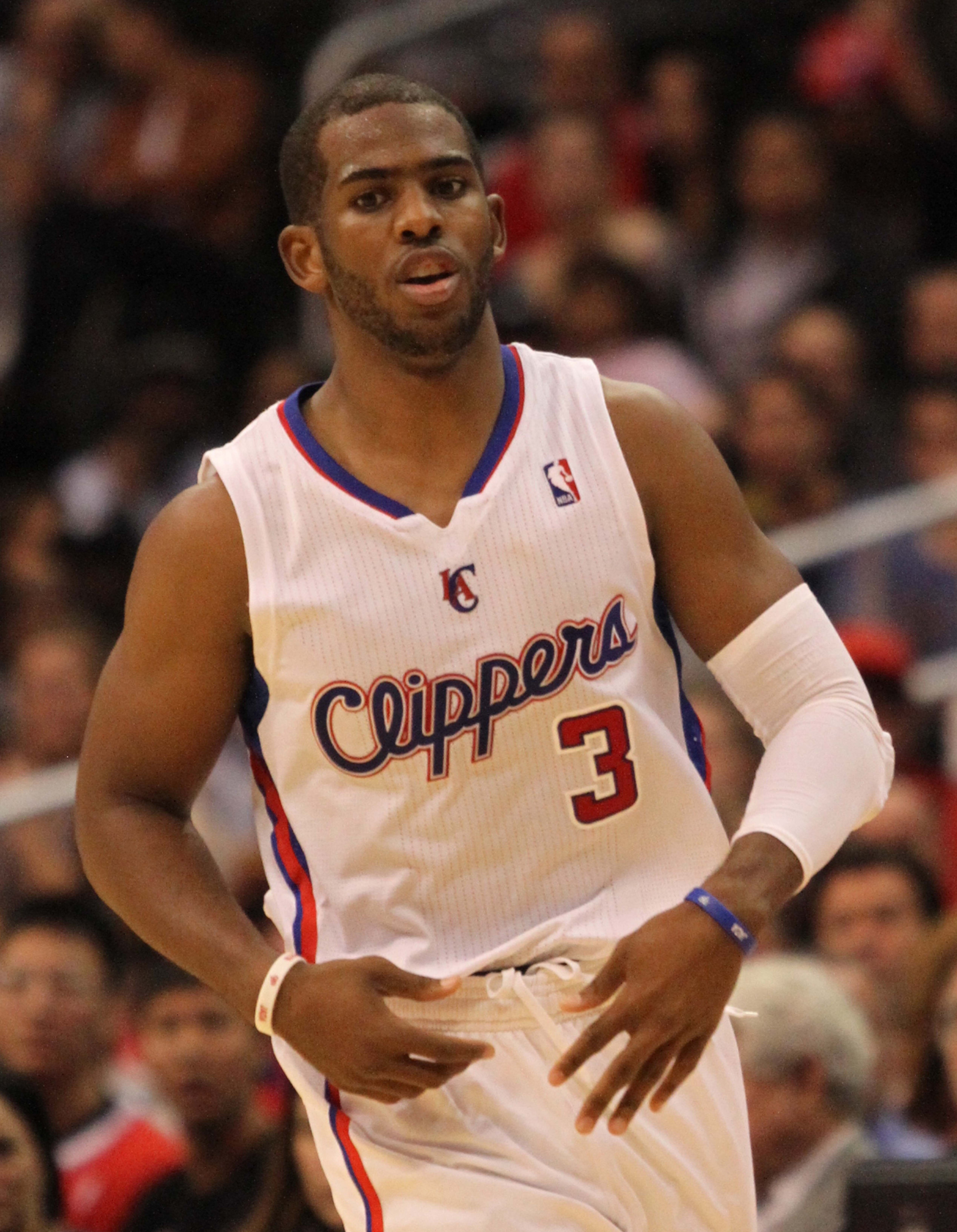
Chris Paul (2e)

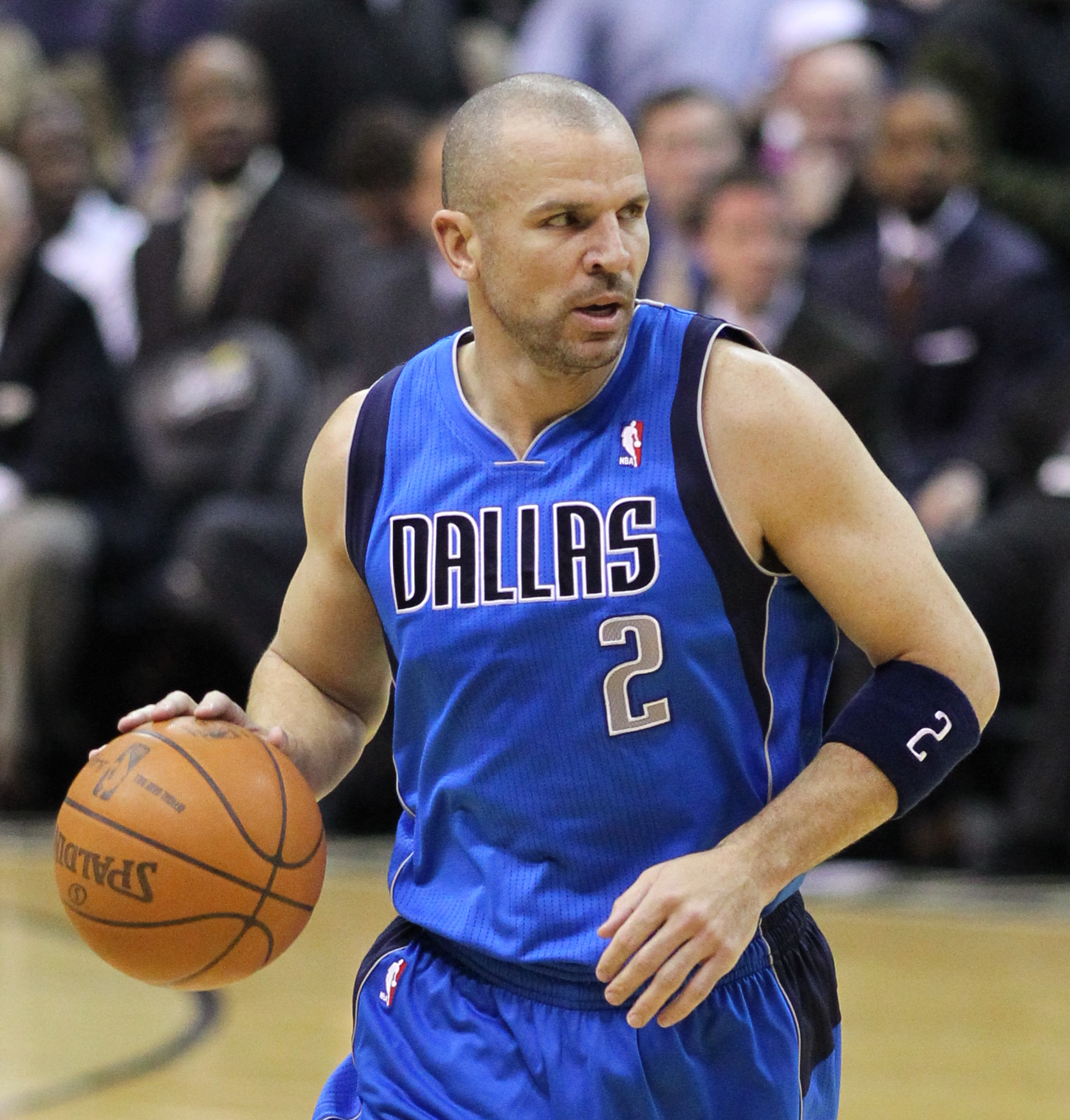
Jason Kidd (3e)

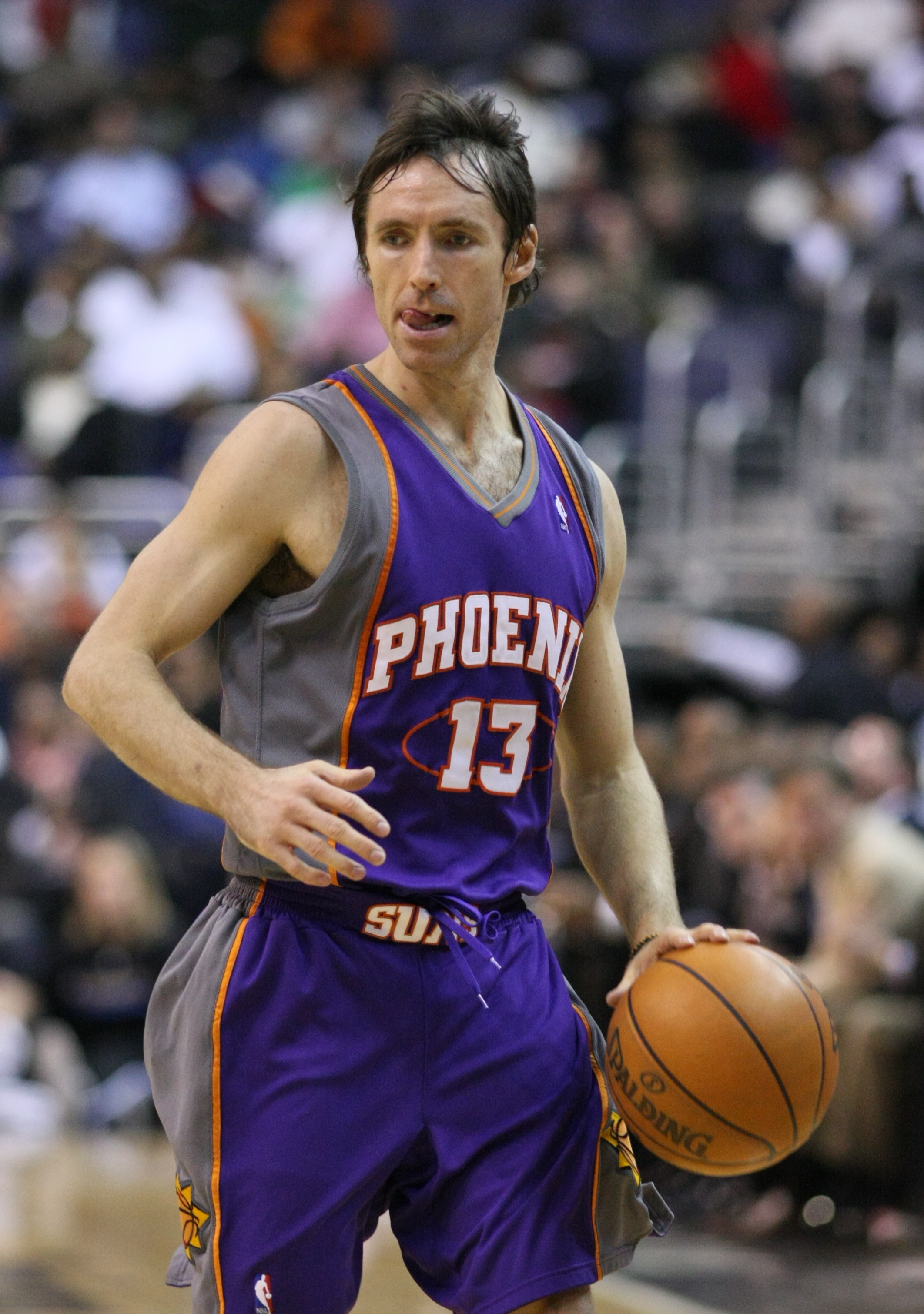
Steve Nash (5e)

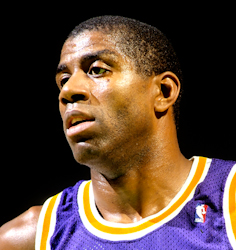
Magic Johnson (7e)

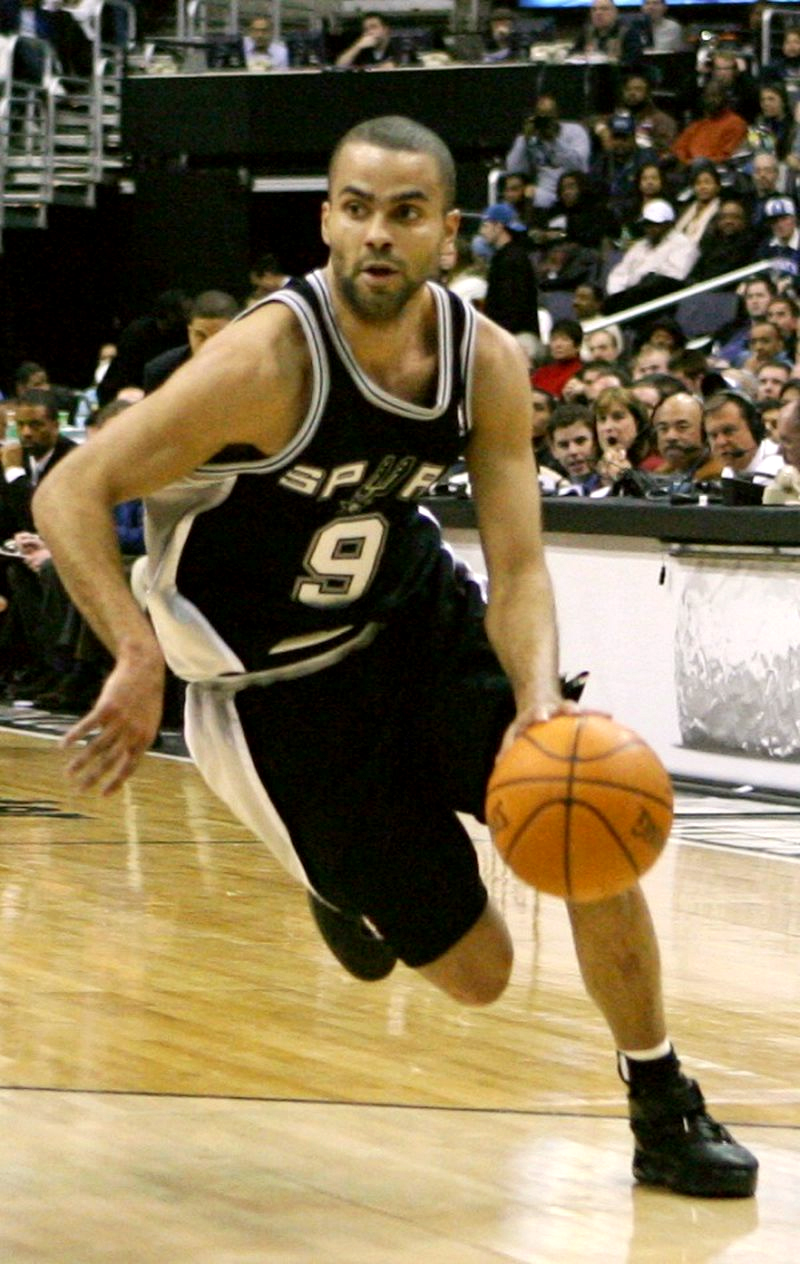
Tony Parker (21e)

- Mise à jour à l'issue de la fin de la saison 2024-2025.

| Rang | Nom                 | Poste   | Total de Passes | Matchs disputés | Moyenne en carrière | C |
| ---- | ------------------- | ------- | --------------- | --------------- | ------------------- | - |
| 1    | John Stockton       | Meneur  | 15 806          | 1 504           | 10,51               | * |
| 2    | Chris Paul          | Meneur  | 12 499          | 1 354           | 9,23                | ^ |
| 3    | Jason Kidd          | Meneur  | 12 091          | 1 391           | 8,69                | * |
| 4    | LeBron James        | Ailier  | 11 584          | 1 562           | 7,42                | ^ |
| 5    | Steve Nash          | Meneur  | 10 335          | 1 217           | 8,49                | * |
| 6    | Mark Jackson        | Meneur  | 10 334          | 1 296           | 7,97                |   |
| 7    | Magic Johnson       | Meneur  | 10 141          | 906             | 11,19               | * |
| 8    | Russell Westbrook   | Meneur  | 9 925           | 1 237           | 8,02                | ^ |
| 9    | Oscar Robertson     | Meneur  | 9 887           | 1 040           | 9,51                | * |
| 10   | Isiah Thomas        | Meneur  | 9 061           | 979             | 9,26                | * |
| 11   | Gary Payton         | Meneur  | 8 966           | 1 335           | 6,72                | * |
| 12   | Andre Miller        | Meneur  | 8 524           | 1 304           | 6,54                | ° |
| 13   | James Harden        | Arrière | 8 316           | 1 151           | 7,23                | ^ |
| 14   | Rod Strickland      | Meneur  | 7 987           | 1 094           | 7,30                |   |
| 15   | Rajon Rondo         | Meneur  | 7 584           | 957             | 7,92                | ° |
| 16   | Maurice Cheeks      | Meneur  | 7 392           | 1 101           | 6,71                | * |
| 17   | Lenny Wilkens       | Meneur  | 7 211           | 1 077           | 6,70                | * |
| 18   | Terry Porter        | Meneur  | 7 160           | 1 274           | 5,62                |   |
| 19   | Kyle Lowry          | Meneur  | 7 099           | 1 173           | 6,05                | ^ |
| 20   | Tim Hardaway        | Meneur  | 7 095           | 867             | 8,18                | * |
| 21   | Tony Parker         | Meneur  | 7 036           | 1 254           | 5,61                | * |
| 22   | Bob Cousy           | Meneur  | 6 955           | 924             | 7,53                | * |
| 23   | Guy Rodgers         | Meneur  | 6 917           | 892             | 7,75                | * |
| 24   | Deron Williams      | Meneur  | 6 819           | 845             | 8,07                | ° |
| 25   | Muggsy Bogues       | Meneur  | 6 726           | 889             | 7,57                |   |
| 26   | Kevin Johnson       | Meneur  | 6 711           | 735             | 9,13                |   |
| 27   | Mike Conley         | Meneur  | 6 625           | 1 172           | 5,65                | ^ |
| 28   | Derek Harper        | Meneur  | 6 577           | 1 199           | 5,49                |   |
| 29   | Stephen Curry       | Meneur  | 6 540           | 1 026           | 6,37                | * |
| 30   | Nate Archibald      | Meneur  | 6 476           | 876             | 7,39                | * |
| 31   | Stephon Marbury     | Meneur  | 6 471           | 846             | 7,65                |   |
| 32   | John Lucas          | Meneur  | 6 454           | 928             | 6,95                |   |
| 33   | Reggie Theus        | Meneur  | 6 453           | 1 026           | 6,29                |   |
| 34   | Jrue Holiday        | Meneur  | 6 439           | 1 037           | 6,21                | ^ |
| 35   | Norm Nixon          | Meneur  | 6 381           | 768             | 8,31                |   |
| 36   | Kobe Bryant         | Arrière | 6 306           | 1 346           | 4,68                | * |
| 37   | Jerry West          | Meneur  | 6 238           | 932             | 6,69                | * |
| 38   | Scottie Pippen      | Ailier  | 6 135           | 1 178           | 5,21                | * |
| 39   | Clyde Drexler       | Arrière | 6 125           | 1 086           | 5,64                | * |
| 40   | John Havlicek       | Ailier  | 6 114           | 1 270           | 4,81                | * |
| 41   | Damian Lillard      | Meneur  | 6 069           | 900             | 6,74                | ^ |
| 42   | Baron Davis         | Meneur  | 6 025           | 835             | 7,22                |   |
| 43   | Mookie Blaylock     | Meneur  | 5 972           | 889             | 6,72                |   |
| 44   | Sam Cassell         | Meneur  | 5 939           | 993             | 5,98                |   |
| 45   | Avery Johnson       | Meneur  | 5 846           | 1 054           | 5,55                |   |
| 46   | Nick Van Exel       | Meneur  | 5 777           | 880             | 6,56                |   |
| 47   | John Wall           | Meneur  | 5 735           | 647             | 8,86                | ^ |
| 48   | Dwyane Wade         | Arrière | 5 701           | 1 054           | 5,41                | ° |
| 49   | Larry Bird          | Ailier  | 5 695           | 897             | 6,35                | * |
| 50   | Kareem Abdul-Jabbar | Pivot   | 5 660           | 1 560           | 3,63                | * |

### Record de passes décisives sur un match de saison régulière
Voici les joueurs ayant distribués le plus grand nombre de passes décisives, dans un match de saison régulière en NBA. Le record est détenu par Scott Skiles, avec 30 passes décisives, le 30 décembre 1990, contre les Nuggets de Denver.
| Nombre | Joueur            | Équipe                          | Date             | Adversaire                |
| ------ | ----------------- | ------------------------------- | ---------------- | ------------------------- |
| 30     | Scott Skiles      | Magic d'Orlando                 | 30 décembre 1990 | Nuggets de Denver         |
| 29     | Kevin Porter      | Nets du New Jersey              | 24 février 1978  | Rockets de Houston        |
| 28     | Bob Cousy         | Celtics de Boston               | 27 février 1959  | Lakers de Minneapolis     |
| 28     | Guy Rodgers       | Warriors de San Francisco       | 14 mars 1963     | Hawks de Saint Louis      |
| 28     | John Stockton     | Jazz de l'Utah                  | 15 janvier 1991  | Spurs de San Antonio      |
| 27     | Geoff Huston      | Cavaliers de Cleveland          | 27 janvier 1982  | Warriors de Golden State  |
| 27     | John Stockton (2) | Jazz de l'Utah                  | 19 décembre 1989 | Knicks de New York        |
| 26     | John Stockton (3) | Jazz de l'Utah                  | 14 avril 1988    | Trail Blazers de Portland |
| 25     | Ernie DiGregorio  | Braves de Buffalo               | 1er janvier 1974 | Trail Blazers de Portland |
| 25     | Kevin Porter (2)  | Pistons de Détroit              | 9 mars 1979      | Celtics de Boston         |
| 25     | Kevin Porter (3)  | Pistons de Détroit              | 4 janvier 1979   | Suns de Phoenix           |
| 25     | Isiah Thomas      | Pistons de Détroit              | 13 février 1985  | Mavericks de Dallas       |
| 25     | Nate McMillan     | Supersonics de Seattle          | 23 février 1987  | Clippers de Los Angeles   |
| 25     | Kevin Johnson     | Suns de Phoenix                 | 6 avril 1994     | Spurs de San Antonio      |
| 25     | Jason Kidd        | Mavericks de Dallas             | 8 février 1996   | Jazz de l'Utah            |
| 25     | Rajon Rondo       | Pelicans de La Nouvelle-Orléans | 27 décembre 2017 | Nets de Brooklyn          |